# Elena Ricci Poccetto
Elena Ricci Poccetto (Firenze, 1941 – Roma, 23 luglio 2018) è stata una scenografa italiana.

## Biografia
Figlia di Leonardo Ricci, architetto attivo nel Novecento. È stata compagna del regista Pino Passalacqua. 
Era la madre dell'attrice Elena Sofia Ricci. 
Prima scenografa donna in Italia, si forma come autodidatta lavorando nello studio paterno.

## Filmografia

### Cinema
- La spia che viene dal mare, regia di Lamberto Benvenuti (1966)
- Zenabel, regia di Ruggero Deodato (1969)
- Incensurato provata disonestà carriera assicurata cercasi, regia di Marcello Baldi (1972)
- Si può essere più bastardi dell'ispettore Cliff?, regia di Massimo Dallamano (1973)
- Un fiocco nero per Deborah, regia di Marcello Andrei (1974)
- 40 gradi all'ombra del lenzuolo, regia di Sergio Martino (1976)
- Spogliamoci così senza pudor..., regia di Sergio Martino (1976)
- Io sono mia, regia di Sofia Scandurra (1978)
- Arrivano i gatti, regia di Carlo Vanzina (1980)
- Testa o croce, regia di Nanni Loy (1982)
- Delitti, amore e gelosia, regia di Luciano Secchi (1982)
- Mi manda Picone, regia di Nanni Loy (1983)
- Se lo scopre Gargiulo, regia di Elvio Porta (1988)
- Indio 2 - La rivolta, regia di Antonio Margheriti (1991)
- Ma non per sempre, regia di Marzia Casa (1991)
- Dolce far niente, regia di Nae Caranfil (1998)

### Televisione
- All'ultimo minuto – serie TV, episodi 2x02-3x03 (1972-1973)
- L'amaro caso della baronessa di Carini, regia di Daniele D'Anza – miniserie TV (1975)
- Western di cose nostre, regia di Pino Passalacqua – miniserie TV (1984)
- Un siciliano in Sicilia, regia di Pino Passalacqua – miniserie TV (1987)
- Dagli Appennini alle Ande, regia di Pino Passalacqua – miniserie TV (1990)
- Il padre di mia figlia, regia di Livia Giampalmo – film TV (1997)

## Riconoscimenti
- David di Donatello
  - 1984 – Candidatura al miglior scenografo per Mi manda Picone